# Марк Бегич
Марк Пітер Бегич (англ. Daniel Scott «Dan» Sullivan; нар. 30 березня 1962, Анкоридж, Аляска) — американський політик-демократ, сенатор США від Аляски з 2009 по 2015.
У 1970 його батько був обраний членом Палати представників, але через два роки пропав безвісти на приватному літаку зі своїм колегою Гейлом Боггсом і був оголошений мертвим.
Бегич пішов по стопах свого батька і у 1988 році вперше обраний членом міської ради міста Анкоридж. Мер Анкориджа з 2003 по 2009.
Одружений, має сина.